# يانغ جيتشي
يانغ جيتشي (بالصينية: 杨洁篪) هو مسؤول سياسي ودبلوماسي صيني. كان وزير الخارجية العاشر لجمهورية الصين الشعبية، بين 2007 و2013. انضم إلى الدائرة الداخلية لمجلس الدولة في 2013، بصفة مستشار دولة تحت قيادة رئيس الوزراء لي كه تشيانغ. وفي هذا المنصب، يُعد يانغ جيتشي واحدًا من أبرز مصممي السياسة الخارجية الصينية. كان يانغ جيتشي سفيرًا للصين لدى الولايات المتحدة من 2001 إلى 2005.

## وصلات خارجية
- سيرة ذاتية مختصرة ليانغ جيتشي من موقع وزارة الخارجية الصينية